# Raees
Pour plus de détails, voir Fiche technique et Distribution.
Raees (रईस) est un film policier indien réalisé par Rahul Dholakia en 2017. Shahrukh Khan y interprète un trafiquant d'alcool.
Le film est produit par Gauri Khan, Farhan Akhtar et Ritesh Sidhwani.

## Synopsis
Durant les années 1980, au Gujarat, un homme d'affaires, Raees (Shahrukh Khan) vend de l'alcool dans un état où c'est interdit. Il est poursuivi sans relâche par le policier, Ambalal Majmudar.

## Fiche technique
- Titre original : रईस
- Titre : Raees
- Réalisation : Rahul Dholakia
- Scénario : Rahul Dholakia, Niraj Shukla, Harit Mehta et Ashish Vashi
- Direction musicale : Ram Sampath
- Lyrics : Javed Akhtar
- Chorégraphie :
- Direction artistique : Donald Reagen Gracy et Anita Rajgopalan Lata
- Décors : Guneet et Paavni
- Costumes : Sheetal Sharma
- Photographie : K.U. Mohanan
- Son :
- Montage :
- Cascades et combats :
- Production : Gauri Khan, Farhan Akhtar et Ritesh Sidhwani
- Sociétés de production : Red Chillies Entertainment et Excel Entertainment
- Budget :
- Langue originale : hindi
- Pays d'origine : Inde
- Format : couleurs - 2.35 : 1
- Genre : policier
- Durée : 161 minutes (2 h 41)
- Date de sortie en Inde et en France : 25 janvier 2017

Sauf informations contraires, ces informations sont issues d'IMDb et Bollywoodhungama.com.

## Distribution
- Shahrukh Khan : Raees Alam
- Nawazuddin Siddiqui : ACP Jaideep Ambalal Majmudar
- Mahira Khan : Aasiya, épouse de Raees
- Mohammed Zeeshan Ayyub : Sadiq, Ami d'enfance et confident de Raees
- Sheeba Chaddha : mère de Raees
- Sunny Leone : Leila